# Frequenamia estebana
Frequenamia estebana är en insektsart som beskrevs av Rauno E. Linnavuori och Delong 1978. Frequenamia estebana ingår i släktet Frequenamia och familjen dvärgstritar. Inga underarter finns listade i Catalogue of Life.